# Gabriela Valenzuela
Gabriela Valenzuela (* 7. April 1999 in Ahome, Sinaloa), auch bekannt unter dem Spitznamen Gaby, ist eine mexikanische Fußballspielerin auf der Position einer Stürmerin.

## Leben
Valenzuela steht seit 2021 bei Chivas Femenil, der Frauenfußballmannschaft des Club Deportivo Guadalajara, unter Vertrag, mit der sie in der Clausura 2022 die mexikanische Frauenfußballmeisterschaft und anschließend auch den Supercup der Saison 2021/22 gewann.

## Erfolge
- Mexikanische Frauenfußballmeisterin: Clausura 2022
- Campeón de Campeones: 2021/22